# Ľubeľa
Ľubeľa este o comună slovacă, aflată în districtul Liptovský Mikuláš din regiunea Žilina. Localitatea se află la altitudinea de 617 m deasupra n.m., se întinde pe o suprafață de 17,46 km2 și în 2017 număra 1.102 locuitori. Se învecinează cu comuna Liptovské Kľačany.

## Istoric
Localitatea Ľubeľa este atestată documentar din 1278.

## Demografie
| An:                | 1994 | 2004   | 2014   | 2024   |
| ------------------ | ---- | ------ | ------ | ------ |
| Număr de persoane: | 1162 | 1088   | 1119   | 1192   |
| Diferență:         |      | −6,36% | +2,84% | +6,52% |

| An:                | 2023 | 2024 |
| ------------------ | ---- | ---- |
| Număr de persoane: | 1192 | 1192 |
| Diferență:         |      | +0%  |